# Krasieniec Zakupny
Krasieniec Zakupny est une localité polonaise de la gmina d'Iwanowice, située dans le powiat de Cracovie en voïvodie de Petite-Pologne.